# RKSV Groene Ster
RKSV Groene Ster is een Nederlandse voetbalclub en sportvereniging uit Heerlerheide, een wijk in Heerlen. De club werd op 2 november 1926 opgericht en heeft groen en wit als clubkleuren. Het standaardelftal speelt in de hogere amateurklassen.

## Prestaties
Bij de oprichting werd het ingedeeld in de derde klasse. In het seizoen 1931/1932 promoveerde zij naar de tweede klasse en ontpopte in die jaren daarna zich vooral als cup-fighter. 
In 1944 haalde het in de tweede klasse uitkomende Groene Ster de NVB-bekerfinale waarin het tegen Willem II speelde. Deze werd met 9-2 verloren. Deze finale staat nog altijd bekend als de meest doelpuntrijke bekerfinale in de geschiedenis van het bekertoernooi. 
In 1950 schakelde zij eerst eersteklasser NAC uit om daarna tegen PSV gelijk te spelen. Dat laatste was echter niet genoeg om door te bekeren, bij een gelijkspel ging de bezoekende ploeg verder.
In de latere jaren voetbalde men lange tijd in de Vierde en Derde klasse, maar in het seizoen 1993/1994 promoveerden de groen-witten uit de derde klasse. Vier seizoenen later werden ze in het seizoen 1997/1998 kampioen in de Tweede klasse zondag en in het seizoen 2002/2003 werd er ook een kampioenschap behaald in de Eerste klasse zondag, met promotie naar de Hoofdklasse als gevolg. Dit hield men twee seizoenen vol, maar in het seizoen 2005/2006 moest Groene Ster weer afdalen naar de Zondag eerste klasse D, om datzelfde seizoen prompt wederom kampioen te worden en men zich dus ten tweeden male Hoofdklasser mocht noemen. Een verblijf voor slechts één seizoen, want eindigend op de dertiende plaats was Groene Ster vanaf seizoen 2007/2008 weer terug in de Zondag eerste klasse D.
Trainer Silvio Diliberto was tot seizoen 2010/2011 hoofdtrainer van het eerste elftal. Hij is een van de succesvolste trainers in de geschiedenis van RKSV Groene Ster. Tussen 2007 en 2010 speelde de club achtereenvolgens in de landelijke KNVB beker en drie jaar achter elkaar in de Districtsbeker Finale Zuid II.
In het seizoen 2010/2011 keerde Ed Hendriks terug als hoofdtrainer na vier jaar elders te hebben gewerkt. De club werd overtuigend kampioen en promoveerde hiermee naar de Hoofdklasse en plaatste het zich voor de landelijke bekertoernooi waar het in de 1e ronde met 2-4 verloor van VV Staphorst.
De ploeg uit Zuid-Limburg verbleef lange tijd in de Hoofdklasse, totdat de groen-witten in het seizoen 2018/19 kampioen werden van de Zondag Hoofdklasse B, waardoor men promoveerde naar de Derde Divisie. Dit is het vierde voetbalniveau van Nederland, waarvan het de allereerste keer in de geschiedenis is dat de club in deze klasse zal uitkomen. Op 30 oktober 2019 versloeg Groene Ster eredivisionist VVV-Venlo met strafschoppen in de KNVB Beker. In de ronde erna werd Groene Ster gekoppeld aan eredivisionist AZ. Groene Ster kon niet opnieuw stuntten en werd uitgeschakeld door de Alkmaarders.
De eerste twee seizoenen in de Derde Divisie werden door de coronacrisis niet uitgespeeld. In 2022 eindigde Groene Ster als zesde en in 2023 als dertiende, ondanks de dertiende plaats wist de club zich als vervangend periodekampioen te plaatsen voor de nacompetitie om promotie naar de Tweede Divisie. In de eerste ronde van de nacompetitie was GVVV te sterk, waardoor Groene Ster in de Derde Divisie bleef. Het seizoen erna degradeerde Groene Ster na vijf seizoenen uit de Derde Divisie, maar promoveerde weer na één seizoen via de nacompetitie. 

## Erelijst
Kampioen Hoofdklasse: 2019
Kampioen Eerste klasse: 2003, 2006, 2011
Kampioen Tweede klasse: 1998
Winnaar Districtsbeker Zuid-II: 2009, 2019, 2025
Finalist KNVB beker: 1944

## Competitieresultaten 1930–heden
| 3 3F |

| 1 3F |

| 1 3G |

| 4 3H |

| 1 3H |

| 9 2C |

| 8 2C |

| 6 2C |

| 8 2C |

| 5 2C |

| 9 |

| 5 2A |

| 3 2A |

| 4 2A |

| 3 2A |

|  |

| 8 2A |

| 2 2A |

| 4 2A |

| 2 2A |

| 2 2A |

| 2 2B |

| 3 2A |

| 7 2A |

| 3 2A |

| 11 2A |

| 12 2A |

| 1 3B |

| 1 3B |

| 1 2A |

| 7 2A |

| 11 2A |

| 12 2A |

| 5 3B |

| 7 3B |

| 3 3B |

| 5 3B |

| 6 3B |

| 12 3B |

| 9 4C |

| 11 4C |

| 8 4C |

| 7 4C |

| 2 4C |

| 6 4C |

| 7 4D |

| 3 4D |

| 6 4C |

| 4 4D |

| 8 4D |

| 5 4D |

| 4 4D |

| 1 4D |

| 4 3B |

| 3 3B |

| 4 3B |

| 5 3B |

| 5 3B |

| 4 3B |

| 6 3B |

| 10 3B |

| 9 3B |

| 6 3B |

| 2 3B |

| 2 3B |

| 4 2A |

| 7 2A |

| 3 2G |

| 1 2G |

| 3 1D |

| 5 1D |

| 2 1D |

| 7 1D |

| 1 1D |

| 8 B |

| 12 B |

| 1 1D |

| 12 B |

| 2 1D |

| 4 1D |

| 5 1D |

| 1 1D |

| 8 B |

| 7 B |

| 7 B |

| 10 B |

| 11 B |

| 9 B |

| 11 B |

| 1 B |

| 12* |

| 4* |

| 6 |

| 13 |

| 17 B |

| 2 C |

| B |

| Derde Divisie | Hoofdklasse | Eerste klasse | Tweede klasse | Derde klasse | Vierde klasse | Noodcompetitie |

In elke staaf van de grafiek staat van boven naar beneden vermeld: 
- Eindnotering

Dit is de positie die de club heeft bereikt in de competitie, zonder eventuele beslissings-, play-off- of nacompetitiewedstrijden die nodig zijn geweest om bijvoorbeeld de kampioen van de competitie te bepalen.
Indien een * achter het getal staat is de notering een tussenstand en kan het zijn dat de notering niet overeenkomt met de uiteindelijke eindstand van de competitie.
Staat er een - dan is het seizoen nog bezig en is er geen definitieve uitslag bekend.
Staat er xx op de positie van de notering, dan heeft de club vroegtijdig de competitie verlaten. Dit kan onder andere komen door terugtrekking van het team, faillissement van de club of door een uitgedeelde straf van de KNVB. In veel gevallen staat elders in het artikel de reden vermeld.
Staat er een ? dan is het resultaat uit het verleden onbekend, en is alleen de competitie of het niveau bekend van dat seizoen.
In de seizoenen 2019/20 en 2020/21 werd wegens de coronacrisis het amateurvoetbal afgebroken. Daardoor kennen deze staven geen eindklassering (middels -- weergegeven).
- Competitieniveau en afdelingsletter of Officiële eindstand Eredivisie
  - Competitieniveau en afdelingsletter

Hierbij geeft het getal het niveau weer, dat ook terug te vinden is in de legenda. De letter is de afdelingsaanduiding en wordt gebruikt wanneer er meer afdelingen zijn op hetzelfde niveau. De afdelingsletter is altijd een hoofdletter en wordt meestal zonder nummer gebruikt.
Voorbeeld: 2F is niveau 2e klasse competitie F.
Het competitieniveau en nummer wordt niet vermeld wanneer er slechts één competitie van dit niveau was.
  - Officiële eindstand Eredivisie (getal staat tussen haakjes vermeld)

Sinds de introductie van play-offwedstrijden voor Europees voetbal na afloop van de reguliere competitie in 2005/06, is de KNVB verplicht een eindstand van de Eredivisie door te geven aan de UEFA aan de hand van deze play-offwedstrijden.
Bij deze eindstand staan clubs die zich hebben gekwalificeerd voor Europees voetbal hoger dan clubs die zich niet wisten te kwalificeren. Indien er geen verschil was tussen de eindnotering en de officiële eindstand, staat dit getal niet vermeld.

- Onderafdeling

Hier staat afgekort de naam van de onderafdeling indien de club in dat jaar in een onderafdeling uitkwam. Tevens staat deze afkorting in de legenda en wordt gelinkt naar het artikel over deze onderafdeling. Deze afkorting wordt alleen vermeld wanneer de club in het verleden in verschillende onderafdelingen heeft gespeeld. Deze vermelding is in de staaf altijd in kleine letters. Deze onderafdelingen zijn na het seizoen 1995/96 afgeschaft. Heeft de club in slechts één onderafdeling gespeeld, dan is dit alleen terug te vinden in de legenda.
Onder de staaf staat het jaartal vermeld waarin het seizoen is afgesloten. 15 verwijst naar het seizoen 2014/15 of eventueel het seizoen 1914/15.
Wanneer een staaf leeg is, zijn deze gegevens niet bekend. Het kan ook zijn dat de club dat seizoen niet heeft meegespeeld op het hogere amateurniveau, vroegtijdig de competitie heeft verlaten of uit de competitie is gezet.

In het seizoen 1944/45 was er wegens de Tweede Wereldoorlog geen regulier competitievoetbal.

## Groene Ster in de KNVB Beker
Dit schema laat de resultaten zien van Groene Ster tegen profclubs in de KNVB Beker, sinds de invoering van het profvoetbal in 1954.
| Seizoen | Ronde    | Wedstrijd                   | Uitslag        |
| ------- | -------- | --------------------------- | -------------- |
| 1958/59 | 1e ronde | Fortuna '54 - Groene Ster   | 6-0            |
| 2018/19 | 2e ronde | Groene Ster - sc Heerenveen | 1-3            |
| 2019/20 | 1e ronde | Groene Ster - VVV Venlo     | 2-2 (4-2 n.s.) |
| 2019/20 | 2e ronde | AZ Alkmaar - Groene Ster    | 3-0            |
| 2023/24 | 1e ronde | Groene Ster - Vitesse       | 0-1            |

Overzicht van de finales van Groene Ster in de KNVB Beker.
| Finale       | Seizoen | Terrein                         | Wedstrijd               | Uitslag |
| ------------ | ------- | ------------------------------- | ----------------------- | ------- |
| 11 juni 1944 | 1943/44 | Sportpark Aalsterweg, Eindhoven | Groene Ster - Willem II | 2-9     |

## Bekende (oud-)spelers
- Tim Blättler
- Roy Bejas
- Michel Haan
- Danny Hoesen
- Nathan Rutjes
- Eric van der Luer
- Guus Hupperts
- Dave Zafarin
- Kjell Knops
- Ronald Dassen
- Kevin Vijgen
- Aleksandar Stankov
- Mitchel Keulen
- Diego Jongen
- Jorrit Ritzen
- Bo Breukers